# Branco van den Boomen
Branco van den Boomen (Eindhoven, Países Bajos, 21 de julio de 1995) es un futbolista neerlandés que juega de centrocampista en el Ajax de Ámsterdam de la Eredivisie de Países Bajos.

## Trayectoria

### Ajax
Nacido en Eindhoven, Van den Boomen se formó en las categorías inferiores del RKVVO en Oerle, antes de irse al Willem II / RKC Waalwijk en 2004. Luego se unió a la famosa Ajax Youth Academy firmando su primer contrato profesional, en período de tres años el 4 de marzo de 2011.
Van den Boomen comenzó la temporada 2013/14 jugando para el Ajax A1, el equipo sub-19, jugando en la Nike A-Juniors Eredivisie. También compitió en tres partidos de la Liga Juvenil de la UEFA y marcó un gol contra el AC Milan sub-19, lo que le valió un lugar con el equipo de reserva del club, Jong Ajax, que compite en la Eerste Divisie, segunda división del fútbol profesional en los Países Bajos. Debutó con el Jong Ajax el 11 de noviembre de 2013 en el partido contra el De Graafschap, entrando como suplente en el minuto 63 por Wang Chengkuai, que también debutó en el mismo partido. El partido terminó con derrota por 2-1 en casa para el Jong Ajax. Marcó su primer gol profesional en condición de visitante ante el SC Telstar, anotando en el tercer minuto de la derrota por 3-1. En enero de 2014 se anunció que Van den Boomen había sido ascendido oficialmente al equipo Jong Ajax y no volvería a las categorías inferiores del club.

### FC Eindhoven
El 19 de junio de 2014 se anunció que había firmado con el FC Eindhoven como agente libre, volviendo a su ciudad natal, firmando un contrato de tres años con el club. Hizo su primera aparición con el club el 15 de agosto de 2014 en la victoria en casa por 3-0 contra el FC Emmen.

## Estadísticas

### Clubes
Actualizado al último partido disputado el 7 de noviembre de 2024.
| Club                             | Div.          | Temporada     | Liga  | Liga  | Liga   | Copas nacionales | Copas nacionales | Copas nacionales | Copas internacionales | Copas internacionales | Copas internacionales | Total | Total | Total  |
| Club                             | Div.          | Temporada     | Part. | Goles | Asist. | Part.            | Goles            | Asist.           | Part.                 | Goles                 | Asist.                | Part. | Goles | Asist. |
| -------------------------------- | ------------- | ------------- | ----- | ----- | ------ | ---------------- | ---------------- | ---------------- | --------------------- | --------------------- | --------------------- | ----- | ----- | ------ |
| Jong Ajax · Países Bajos         | 2.ª           | 2013-14       | 15    | 1     | 0      | ―                | ―                | ―                | ―                     | ―                     | ―                     | 15    | 1     | 0      |
| Jong Ajax · Países Bajos         | Total club    | Total club    | 15    | 1     | 0      | 0                | 0                | 0                | 0                     | 0                     | 0                     | 15    | 1     | 0      |
| F. C. Eindhoven · Países Bajos   | 2.ª           | 2014-15       | 39    | 4     | 4      | 1                | 0                | 0                | —                     | —                     | —                     | 40    | 4     | 4      |
| S. C. Heerenveen · Países Bajos  | 1.ª           | 2015-16       | 23    | 1     | 3      | 0                | 0                | 0                | —                     | —                     | —                     | 23    | 1     | 3      |
| S. C. Heerenveen · Países Bajos  | Total club    | Total club    | 23    | 1     | 3      | 0                | 0                | 0                | 0                     | 0                     | 0                     | 23    | 1     | 3      |
| Willem II · Países Bajos         | 1.ª           | 2016-17       | 8     | 0     | 0      | 1                | 0                | 0                | —                     | —                     | —                     | 9     | 0     | 0      |
| Willem II · Países Bajos         | Total club    | Total club    | 8     | 0     | 0      | 1                | 0                | 0                | 0                     | 0                     | 0                     | 9     | 0     | 0      |
| F. C. Eindhoven · Países Bajos   | 2.ª           | 2017-18       | 37    | 2     | 4      | 2                | 0                | 0                | —                     | —                     | —                     | 39    | 2     | 4      |
| F. C. Eindhoven · Países Bajos   | 2.ª           | 2018-19       | 36    | 11    | 14     | 1                | 0                | 0                | —                     | —                     | —                     | 37    | 11    | 14     |
| F. C. Eindhoven · Países Bajos   | 2.ª           | 2019-20       | 3     | 4     | 0      | —                | —                | —                | —                     | —                     | —                     | 3     | 4     | 0      |
| F. C. Eindhoven · Países Bajos   | Total club    | Total club    | 115   | 21    | 22     | 4                | 0                | 0                | 0                     | 0                     | 0                     | 119   | 21    | 22     |
| De Graafschap · Países Bajos     | 2.ª           | 2019-20       | 24    | 5     | 9      | 1                | 0                | 0                | —                     | —                     | —                     | 25    | 5     | 9      |
| De Graafschap · Países Bajos     | Total club    | Total club    | 24    | 5     | 9      | 1                | 0                | 0                | 0                     | 0                     | 0                     | 25    | 5     | 9      |
| Toulouse F. C. Francia           | 2.ª           | 2020-21       | 38    | 5     | 8      | 2                | 0                | 0                | ―                     | ―                     | ―                     | 40    | 5     | 8      |
| Toulouse F. C. Francia           | 2.ª           | 2021-22       | 37    | 12    | 21     | 4                | 0                | 2                | ―                     | ―                     | ―                     | 41    | 12    | 23     |
| Toulouse F. C. Francia           | 1.ª           | 2022-23       | 35    | 5     | 8      | 5                | 1                | 5                | ―                     | ―                     | ―                     | 40    | 6     | 13     |
| Toulouse F. C. Francia           | Total club    | Total club    | 110   | 22    | 37     | 11               | 1                | 7                | 0                     | 0                     | 0                     | 121   | 23    | 44     |
| Ajax de Ámsterdam · Países Bajos | 1.ª           | 2023-24       | 21    | 2     | 1      | 0                | 0                | 0                | 8                     | 1                     | 0                     | 29    | 3     | 1      |
| Ajax de Ámsterdam · Países Bajos | 1.ª           | 2024-25       | 6     | 0     | 0      | 0                | 0                | 0                | 10                    | 2                     | 0                     | 16    | 2     | 0      |
| Ajax de Ámsterdam · Países Bajos | Total club    | Total club    | 27    | 2     | 1      | 0                | 0                | 0                | 18                    | 3                     | 0                     | 45    | 5     | 1      |
| Total carrera                    | Total carrera | Total carrera | 322   | 62    | 72     | 17               | 1                | 7                | 18                    | 3                     | 0                     | 357   | 66    | 79     |

## Palmarés

### Títulos nacionales
| Título          | Club           | País    | Año  |
| --------------- | -------------- | ------- | ---- |
| Copa de Francia | Toulouse F. C. | Francia | 2023 |